# Stetten (Neunburg vorm Wald)
Stetten ist ein Ortsteil der Stadt Neunburg vorm Wald im Landkreis Schwandorf in Bayern.

## Geographie
Stetten liegt circa sechs Kilometer südöstlich von Neunburg vorm Wald, südlich des Eixendorfer Stausees. Südlich von Stetten fließt der Rötzerbach, der etwa 400 Meter weiter östlich aus dem Zusammenfluss von Multbach und Hückbach entsteht und etwa neun Kilometer weiter nordwestlich in Neunburg vorm Wald in die Schwarzach mündet.

## Geschichte
Der Name Stetten (auch: Steten) kommt von Wohnstätte. Im bayerischen Ortsverzeichnis kommt dieser Name 41-mal vor.
1224 wurde Stetten erstmals urkundlich erwähnt. 1283 gehörte es zum herzoglichen Amt Neunburg. 1315 versprach König Ludwig seinem Getreuen Wolfram von Geigant eine Zuwendung aus dem Gollenhof zu Stetten, der im Salbuch 1328 als einziger Hof in Stetten aufgeführt wurde. 1350 wurde Stetten mit der Stettnermühle als Stiftung des Heinrich von Fronberg erwähnt.
Am 23. März 1913 gehörte Stetten zur Pfarrei Seebarn, bestand aus neun Häusern und zählte 53 Einwohner.
Am 31. Dezember 1990 hatte Stetten 46 Einwohner und gehörte zur Pfarrei Seebarn.